# NGC 1535
NGC 1535 هي مجرة تتبع كوكبة النهر. اكتشفها ويليام هيرشل في 1 فبراير 1785.

## روابط خارجية
- NGC 1535 على موقع ويكي سكاي: DSS2, SDSS, GALEX, IRAS, Hydrogen α, X-Ray, Astrophoto, Sky Map, Articles and images